# Amerykanie pochodzenia argentyńskiego
Amerykanie pochodzenia argentyńskiego – obywatele lub rezydenci Stanów Zjednoczonych, których przodkowie pochodzą z Argentyny, bądź też imigranci z tego kraju.
Argentyńczycy to jeden z wielu hiszpańskojęzycznych narodów świata, drugi pod względem liczebności w Ameryce Południowej, zaraz po Kolumbii. Wśród członków tej populacji widoczne są mocne wpływy hiszpańskie oraz włoskie. Jest to spowodowane tym że wielu Argentyńczyków, choć używa na co dzień języka hiszpańskiego, swoje korzenie wywodzi od włoskich imigrantów.
Większość Argentyńczyków to potomkowie osadników europejskich którzy w XIX i XX wieku osiedlali się w Ameryce Południowej. Oprócz Włochów i Hiszpanów osiedlały się tam także znaczące grupy Niemców, Brytyjczyków, Francuzów, Słowian i Semitów. Argentyna tak jak i USA to kraj założony przez imigrantów pochodzących z wielu części świata, co powoduje że nie utożsamiają oni narodowości z pochodzeniem. Powoduje to iż identyfikują się zarówno z narodem Argentyńskim (o czym świadczy choćby język), jak i narodem z którego pochodzą(o czym świadczy na przykład kultywowanie tradycji przodków). Oprócz potomków kolonistów europejskich w skład narodu argentyńskiego wchodzą także potomkowie Indian południowoamerykańskich.
Społeczność argentyńska żyjąca w Stanach Zjednoczonych liczy według amerykańskiego cenzusu 194 308 osób. Nie różni się ona za bardzo od współobywateli. W zasadzie jedynymi wyraźnymi różnicami są: różnica w wykształceniu (wśród innych grup etnicznych liczba osób z wyższym wykształceniem wynosi 27,5% populacji, wśród amerykańskich Argentyńczyków wskaźnik ten wynosi 39,5%) i w pochodzeniu- 69,1% Argentyńczyków mieszkających w USA to imigranci (średnia dla innych grup to 12,6%))